# Márcio Rodrigues
Márcio Rodrigues (sinh ngày 20 tháng 12 năm 1978) là một cầu thủ bóng đá người Brasil.

## Đội tuyển bóng đá quốc gia Brasil
Márcio Rodrigues thi đấu cho đội tuyển bóng đá quốc gia Brasil từ năm 2004 đến 2005.

## Thống kê sự nghiệp
| Đội tuyển bóng đá Brasil | Đội tuyển bóng đá Brasil | Đội tuyển bóng đá Brasil |
| Năm                      | Trận                     | Bàn                      |
| ------------------------ | ------------------------ | ------------------------ |
| 2004                     | 2                        | 0                        |
| 2005                     | 1                        | 0                        |
| Tổng cộng                | 3                        | 0                        |